# Oriol Pla
Oriol Pla y Solina (Barcelona, 17 de abril del 1993) es un actor español de televisión, cine y teatro, conocido principalmente por papeles en series de televisión como Merlí y El día de mañana, y en las películas Ebro, de la cuna a la batalla, Truman e Incierta gloria.

## Biografía
Nacido en Barcelona en 1993, es hijo de Quimet Pla, fundador de la compañía de teatro Comediants, y Núria Solina, violinista y fundadora de las compañías Picatrons y Circ Cric. Estudió el bachillerato artístico en el instituto XXV Olimpíada de Barcelona, para después estudiar interpretación en el Instituto del Teatro de Barcelona.
Empezó su carrera como actor participando en series de la televisión autonómica catalana TV3 como El cor de la ciutat, y la tv-movie Jaulas de oro. En 2013 se estrenó en el teatro protagonizando la obra Jo mai junto a Álex Monner, dirigida por Iván Morales dentro de la programación del Festival Grec de ese año.
En 2015 saltó a la fama por participar en la serie de televisión Merlí, emitida originalmente en TV3 y posteriormente en Antena 3, Movistar+ y Netflix. Pla interpretó a Óscar Rubio, hermano mayor de uno de los protagonistas de la serie, Pol Rubio, interpretado por el actor Carlos Cuevas. También ese año forma parte del elenco de la premiada Truman, de Cesc Gay.
En 2016 adaptó la Odissea de Homero junto a Pau Matas y Quimet Pla; además de ser ayudante de dirección y narrador de la obra. También formó parte de Be God Is, junto a Blai Juanet Sanagustín y Marc Sastre, obra que recibió múltiples premios y buenas críticas. Ese año protagonizó la película para televisión Ebro, de la cuna a la batalla, emitida en TV3 y basada en la leva del biberón durante la guerra civil española.
En 2017 formó parte del elenco de Incierta gloria, película de Agustí Villaronga por la que fue galardonado con Premio Gaudí al Mejor Actor Secundario en 2018, Premio al Mejor Actor Protagonista en el Festival Cine Horizontes de Marsella en 2017, y nominado al Premio Feroz a Mejor Actor de Reparto.
En 2018 protagonizó junto a Michelle Jenner el cortometraje Álex y Julia, de la marca de cerveza Estrella Damm. En junio de ese año estrenó la serie El día de mañana de Movistar+, que protagoniza junto a la madrileña Aura Garrido. En noviembre fue premiado como Mejor Intérprete Masculino en ficción en los Premios Ondas. En octubre de 2018 estrenó la cinta Petra, del director Jaime Rosales. Su trabajo le valió su segundo Premio Gaudí consecutivo en la categoría de Mejor Actor Secundario.

## Filmografía

### Series
- Jaulas de oro (2007), tv-movie dirigida por Antoni Ribas, TV3.
- Arrabal (2009)
- El cor de la ciutat (2008-2009), TV3.
- Mentiders (2012), tv-movie dirigida por Silvia Munt, TV3.
- Merlí (2015-2017), TV3.
- El día de mañana (2018), Movistar+.
- Dime quién soy  (2020-2021): Pierre Comte Movistar+.
- La ruta (2022), Atresplayer.
- Yo, adicto (2024), Disney+.

### Películas
- Año de Gracia (2011), dirigida por Ventura Pons.
- Animals (2012), dirigida por Marçal Forés.
- Todos los caminos De Dios (2014), dirigida por Gemma Ferraté.
- Truman (2015), dirigida por Cesc Gay.
- Ebro, de la cuna a la batalla (2016), dirigida por Román Parrado.
- No sé decir adiós (2017), dirigida por Lino Escalera.[15]
- Incierta gloria (2017), dirigida por Agustí Villaronga.
- Petra (2018), dirigida por Jaime Rosales.
- Girasoles silvestres (2022), dirigida por Jaime Rosales.
- Creatura (2023), dirigida por Elena Martín.
- Salve María  (2024), dirigida por Mar Coll

### Cortometrajes
- Un mundo numérico (2007), dirigido por Carles Velat Angelat.
- Endins (2015), dirigido por Adina Abad, Saina Cámara y Queralt Pons.
- Graffiti (2015), dirigido por Lluís Quílez.
- 4 días de octubre (2015), dirigido por Àlvar Andrés Elias.
- Caçador (2016), dirigido por Jordi Porcel y Hèctor Prats.
- Detox (2020), dirigido por David Moragas.
- Men tres tant (2021), dirigido por David Moragas.
- Solo Kim (2025), dirigido por Javier Prieto de Paula, Diego Herrero.

### Teatro
- Jo mai (2013), dirigida por Iván Morales. Teatre Lliure.
- Odisseus (2016-2017), dirigida por Quimet Pla. Sala Beckett.
- Be God Is (2016-2019), de Espai Dual. Teatro Villarroel, gira española, Teatre Lliure.
- Raggazzo (2016-2018), dirigida por Lali Álvarez. Teatre Lliure, Teatro del Barrio, gira española.
- La calavera de Connemara (2017-2018), dirigida por Iván Morales. Teatre Villarroel.
- Travy (2018), escrita y dirigida por Oriol Pla. Teatre Lliure.

### Anuncios
- Alex y Julia; Estrella Damm (2018), dirigido por Dani de la Torre.

## Premios y nominaciones
Premios Feroz
| Año  | Categoría                             | Trabajo              | Resultado |
| ---- | ------------------------------------- | -------------------- | --------- |
| 2018 | Mejor actor de reparto                | Incierta gloria      | Nominado  |
| 2019 | Mejor actor protagonista              | El día de mañana     | Nominado  |
| 2023 | Mejor actor de reparto                | Girasoles silvestres | Nominado  |
| 2024 | Mejor actor de reparto                | Creatura             | Nominado  |
| 2025 | Mejor actor protagonista de una serie | Yo, adicto           | Ganador   |

Premios Forqué
| Año  | Categoría                             | Trabajo    | Resultado |
| ---- | ------------------------------------- | ---------- | --------- |
| 2024 | Mejor actor protagonista en una serie | Yo, adicto | Nominado  |

Premios Gaudí
| Año  | Categoría                | Película             | Resultado |
| ---- | ------------------------ | -------------------- | --------- |
| 2018 | Mejor actor secundario   | Incierta gloria      | Ganador   |
| 2019 | Mejor actor secundario   | Petra                | Ganador   |
| 2023 | Mejor actor protagonista | Girasoles silvestres | Nominado  |
| 2024 | Mejor actor protagonista | Creatura             | Nominado  |
| 2025 | Mejor actor secundario   | Salve María          | Pendiente |

Premios Ondas
| Año  | Categoría                                                                   | Película         | Resultado |
| ---- | --------------------------------------------------------------------------- | ---------------- | --------- |
| 2019 | Premio Ondas Nacional de Televisión a Mejor Intérprete Masculino en ficción | El día de mañana | Ganador   |

Premios de la Unión de Actores
| Año  | Categoría              | Película | Resultado |
| ---- | ---------------------- | -------- | --------- |
| 2019 | Mejor Actor de Reparto | Petra    | Nominado  |

Otras distinciones
- 2017: Premio al Mejor Actor Protagonista en el Festival Cine Horizontes de Marsella por Incierta gloria.
- 2018: XX Premio de la Crítica de Teatro al Mejor Actor de Reparto por La Calavera de Connemara.
- 2018: Premio Butaca de teatro al Mejor Actor de Reparto por La Calavera de Connemara.
- 2019: Premio de la Crítica de las Artes Escénicas a la Mejor Obra en Pequeño Formato por Travy.
- 2024. Premio Mejor Actor Protagonista, por Yo, adicto (Disney+), en la primera edición de los Premios InStyle en Serie, concedidos por la edición española de la revista de moda InStyle, de RBA. [16]